# Grothendieckrum
Inom matematiken är ett Grothendieckrum, uppkallat efter Alexander Grothendieck, ett Banachrum X så att för varje separabelt Banachrum Y är varje begränsad linjär operator från X till Y svagt kompakt, d.v.s. bilden av en begränsad delmängd av X isär en svagt kompakt delmängd av Y.
Varje reflexivt Banachrum är ett Grothendieckrum. Omvänt är varje separabelt Grothendieckrum X reflexivt, eftersom identiteten från X till X är svagt kompakt i detta fall.
Exempel på Grothendieckrum som inte är reflexiva är rummet C(K) av alla kontinuerliga funktioner på ett Stoneskt kompakt rum K och rummet L∞(μ) för ett positivt mått μ (ett Stonskt kompakt rum är ett kompakt Hausdorffrum där slutna höljet av varje öppen mängd är öppet).